# Athemellus chinensis
Athemellus chinensis es una especie de coleóptero de la familia Cantharidae.

## Distribución geográfica
Habita en China.